# A Night at the Follies
A Night at the Follies est un film musical américain réalisé par W. Merle Connell, sorti en 1947.

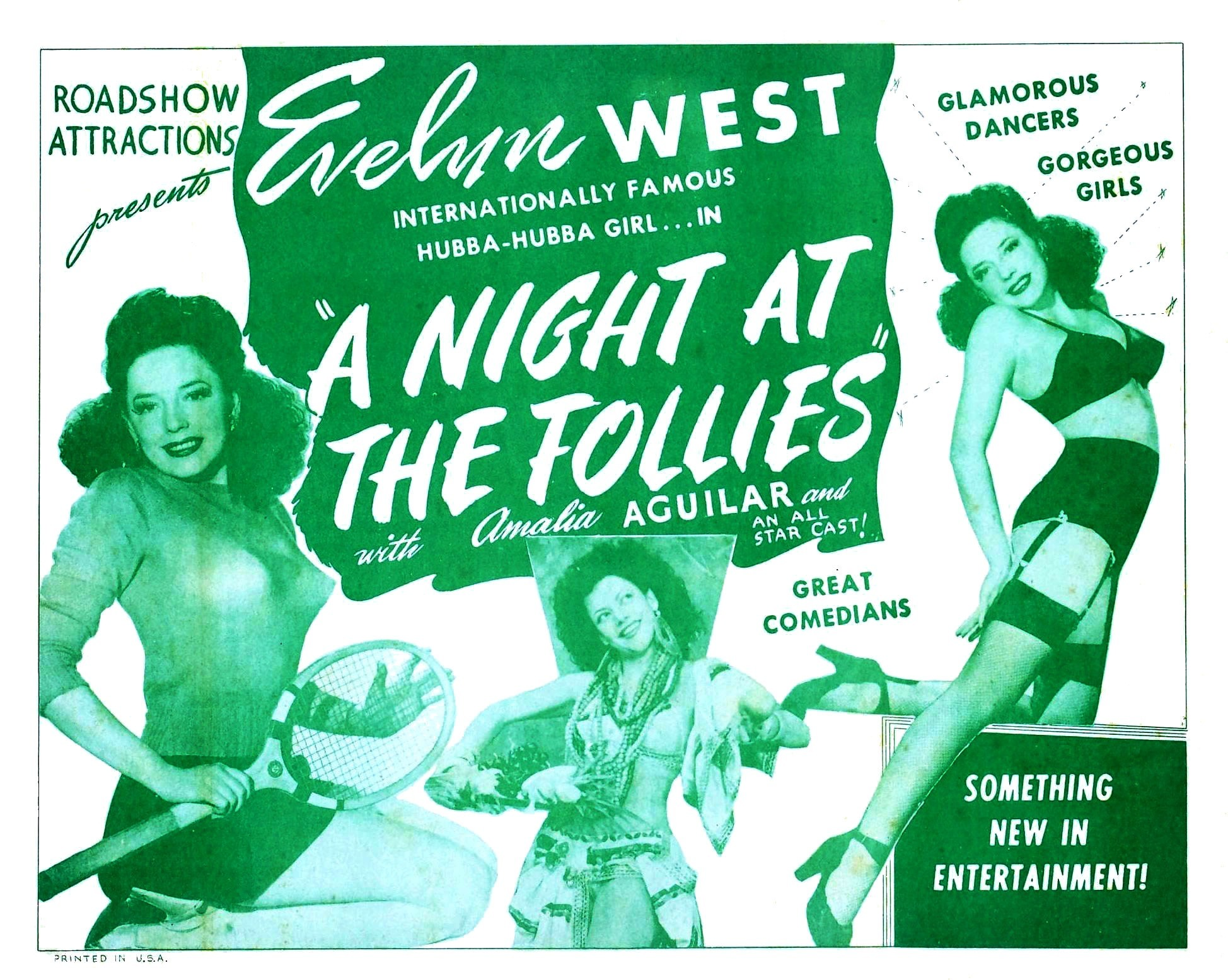
Affiche du film.

C'est un show burlesque se déroulant au Follies Theater à Los Angeles, mettant en avant la vedette de l'époque Evelyn West (en).

## Fiche technique
- Réalisation : W. Merle Connell
- Producteur : Dan Sonney
- Photographie : John MacBurnie
- Montage : Duke Goldstone
- Directeur musical : Gordon Harrison
- Production : Excelsior Pictures Corp.
- Distributeur : Astor Pictures[1].
- Genre : Film musical[2]
- Durée : 48 minutes[2]
- Date de sortie : 29 août 1947

 Sauf indication contraire, les informations mentionnées dans cette section peuvent être confirmées par la base de données cinématographiques IMDb,  présente dans la section « Liens externes ».

## Distribution
- Evelyn West (en)
- Renee Andre
- Pat O'Shea
- Jack Murray
- Margie Roye
- Pat O'Connor
- Eddie Ennis
- Mitzi Michel
- Les Gary
- Amalia Aguilar